# Aerospace Maintenance and Regeneration Group

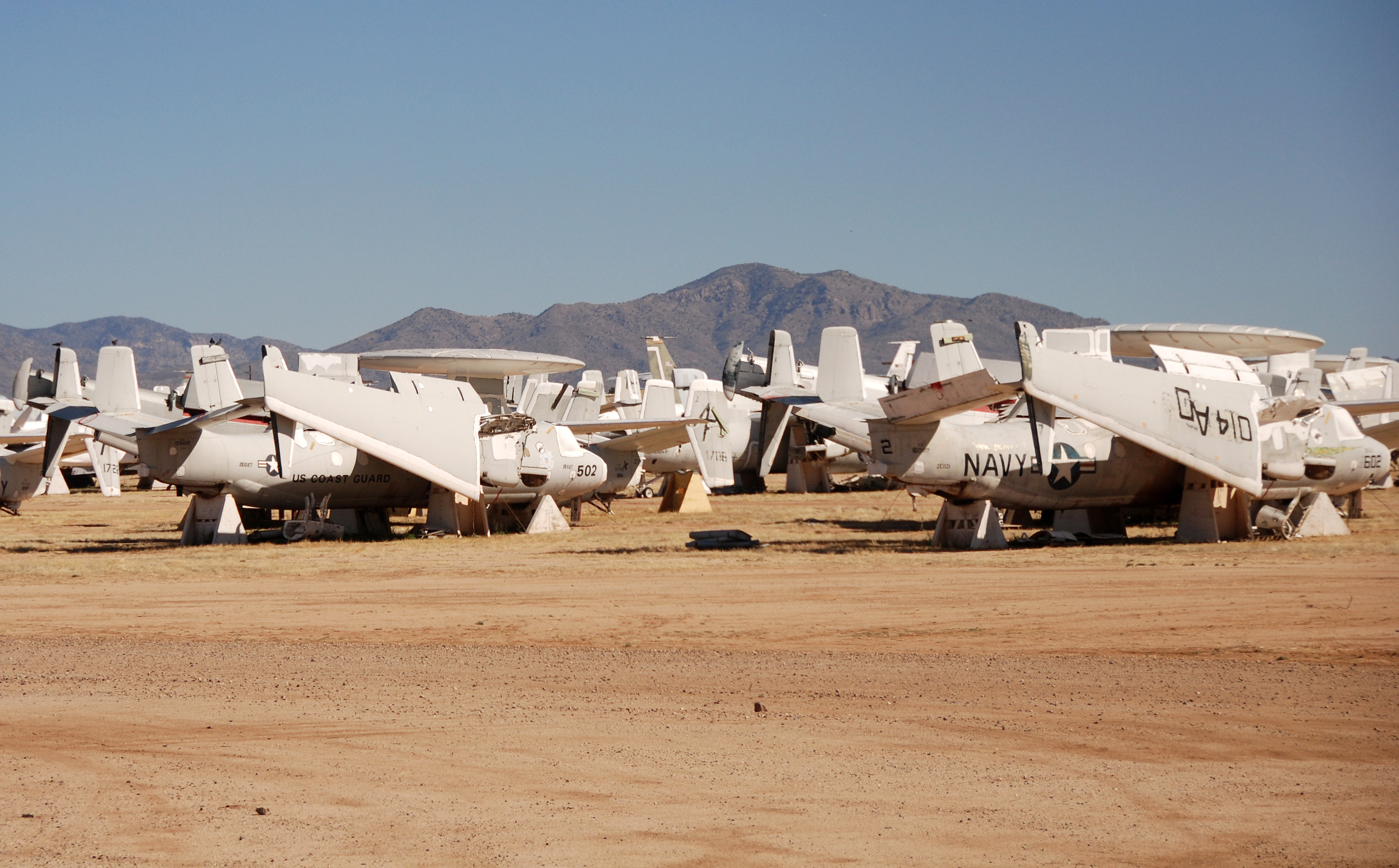
Een van de AMARG parkeerplaatsen.

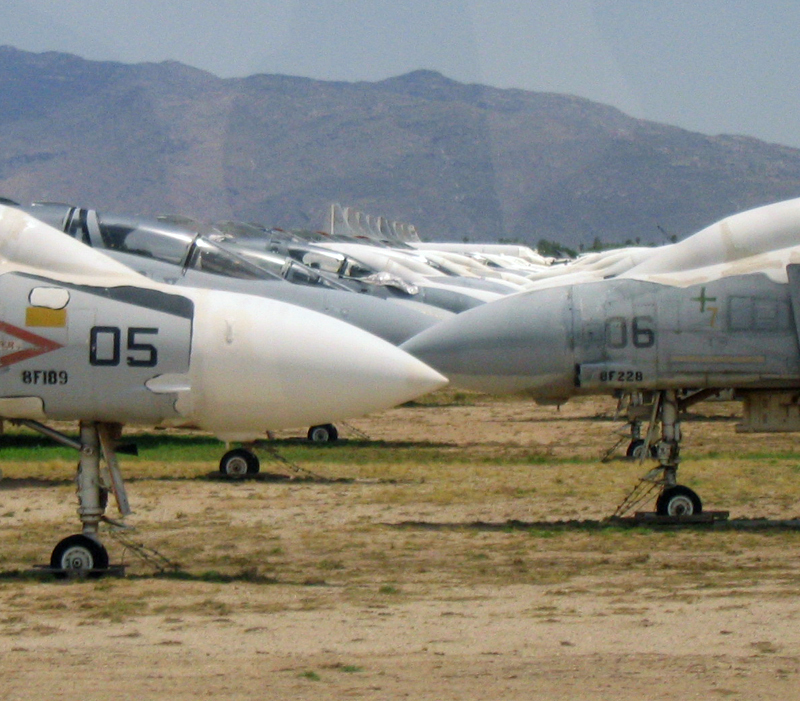
Waar oude toestellen worden gepreserveerd om daarna voor onbepaalde tijd in de mottenballen verdwijnen.

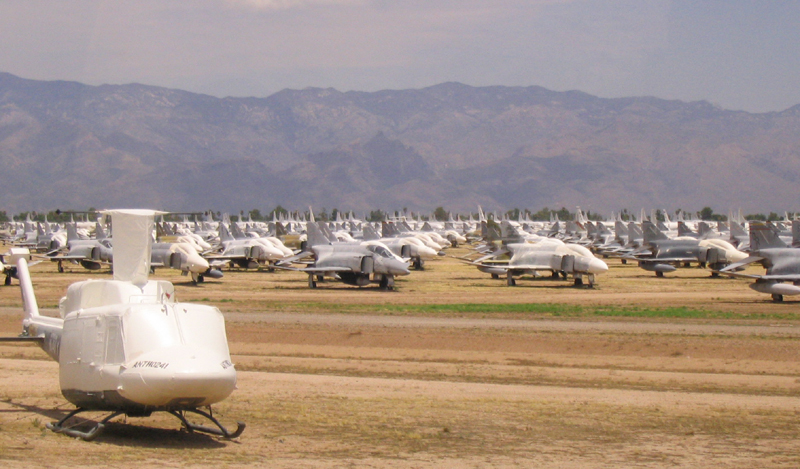
Letterlijk allerlei typen en soorten staan her en der opgesteld

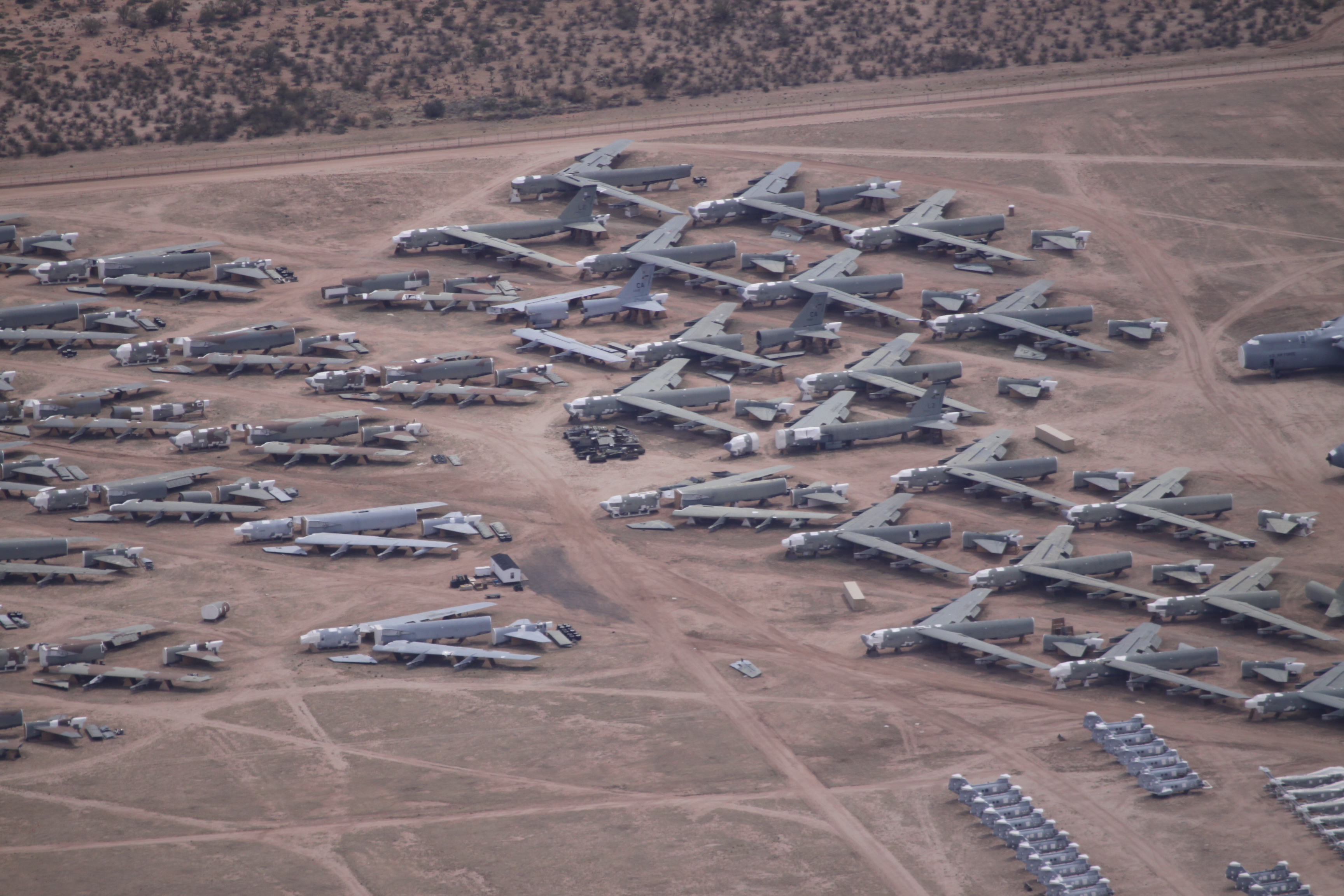
Om uiteindelijk te worden gesloopt

De Aerospace Maintenance And Regeneration Group (AMARG) is een groep bijzondere faciliteiten van de Amerikaanse luchtmacht  USAF. 

## Achtergrond
De 309th Aerospace Maintenance And Regeneration Group (309th AMARG), zoals de officiële benaming eigenlijk luidt, is een organisatie die deel uitmaakt van de USAF Materiel Command structuur. Een andere term die gebruikt wordt voor een dergelijke opslagplaats is "vliegtuigkerkhof".
AMARG levert de capaciteit voor het onderhoud en het hergebruik van allerlei kritische (lees: unieke / belangrijke / schaarse /niet meer gemaakte) vliegtuigonderdelen. Deze worden eventueel op aanvraag aan alle Amerikaanse strijdkrachten maar in voorkomend geval ook aan hun directe bondgenoten geleverd. 
Hierdoor is het mogelijk niet alleen zeer snel over reservedelen te beschikken ten behoeve van directe gevechtsondersteuning bij allerlei soorten militaire acties maar ook reservedelen te leveren ter algemene ondersteuning tijdens alle 'gewone' wereldwijde vliegoperatiën.
De Aerospace Maintenance And Regeneration Group (309 AMARG) is een organisatie die momenteel een inventaris van meer dan  4400 vliegtuigen en 13 ruimtevaartuigen van de USAF, US Navy, USMC, US Army, USCG en de NASA beheert.
De taak van 309th AMARG beperkt zich allang niet meer tot het preserveren en het opslaan 'in de mottenballen'. AMARG levert nu ook diverse andere diensten als 
- het restaureren en het weer luchtwaardig maken van allerlei vliegtuigen
- het uitvoeren van het geprogrammeerd vliegtuigonderhoud op depot niveau
- het opwerken, technisch keuren en het aanleveren van allerlei reservedelen onder officiële garantievoorwaarden

Daarnaast functioneert AMARG natuurlijk nog steeds als de oude opslagfaciliteit en sloopfaciliteit.

## Toeristische attractie
Het terrein naast AMARG wordt in beslag genomen door het Pima Air & Space Museum; een van de grootste openlucht luchtvaartmusea ter wereld. Hier worden meer dan 275 vliegtuigtypen en ruimtevaartuigen van over de gehele wereld permanent tentoongesteld. 
Het Pima Air & Space Museum is een privéonderneming die officieel niets de USAF met de Davis-Monthan Airbase en AMARG te maken heeft. Niettemin is het een van de - door luchtvaartenthousiastelingen - drukst bezochte musea ter wereld. Via het toegangsbewijs van dit museum kan men namelijk ook deelnemen aan een van de vele urenlange excursies over het AMARG terrein.

## Geschiedenis
De organisatie stamt eigenlijk vanaf het einde van de Tweede Wereldoorlog. Op de Davis-Monthan Air Force Base bij de plaats Tucson in de staat Arizona werden toen 'tijdelijk' grote aantallen overtollige B-29's en C-47's uit de oorlogsvoorraad opgeslagen. 
De opmerking 'tijdelijk' moest wel heel ruim worden opgevat want eigenlijk wist men op dat moment totaal niet wat men met alle overtollige toestellen moest doen.
De locatie was trouwens weloverwogen gekozen; het was al enige tijd bekend dat vliegtuigen – mits ze hiertoe waren geprepareerd – in een heet en droog woestijnklimaat bijna voor onbeperkte tijd opgeslagen konden worden. 
Dit bood het voordeel dat niet meer gebruikte toestellen in afwachting van verkoop langdurig 'geparkeerd' konden worden en als bleek dat de toestellen niet verkoopbaar waren dan konden diverse onderdelen weer als reservedeel voor andere toestellen worden toegepast. Als dan na verloop van jaren was gebleken dat men met de opgeslagen toestellen echt niets meer kon doen zouden ze worden gesloopt en per metaalsoort afzonderlijk worden verkocht aan de industrie. 
In 1964 werd door de toenmalige Amerikaanse minister van Defensie Robert McNamara besloten dat de opslag en eventuele sloop van alle overtollige militaire vliegtuigen geheel op de basis Davis-Monthan moest plaatsvinden. De organisatie kreeg de naam Military Aircraft Storage Disposition Center (MASDC) toegewezen. 
In de volksmond werd de organisatie echter oneerbiedig aangeduid als de 'boneyard' (knekelhuis) omdat alle overgebleven vliegtuigen die nergens meer voor te gebruiken waren er na verloop van jaren werden gestript en gesloopt.  
In 1985 werd de naam gewijzigd in Aerospace Maintenance And Regeneration Center (AMARC). De reden was omdat de inventaris was uitgebreid met een aantal ruimtevaartuigen in de vorm van Titan II raketten maar ook vanwege de als maar toenemende capaciteit tot het restaureren van allerlei vliegtuigtypen naar de oorspronkelijke staat en tot het weer compleet luchtwaardig maken van deze toestellen. 
In 2007 werd AMARC ingelijfd als Groep onder de 309th Maintenance Wing op Hill AFB, Utah en veranderde de naam daarom in 309th Aerospace Maintenance And Regeneration Group (309 AMARG).